# Pionier-Klasse
| Deutsches Reich   | Deutsches Reich |
| Baudaten          | Baudaten |
| ----------------- | --- |
| Schiffstyp        | Kühlschiff |
| Schiffsklasse     | Frachter |
| Bauwerft          | Joh. C. Tecklenborg, Geestemünde |
| Baunummer         | 258/259 |
| Stapellauf        | 9.5.1914/3.12.1914 |
| Reederei          | F. Laeisz |
| Name              | Pungo/Pionier |
| Indienststellung  | 22.10. 1914/30.3.2015 |
| Verbleib          | Pungo: Am 7. April 1945 in Vadheim am Sognefjord/Norwegen als Oldenburg durch einen Fliegerangriff versenkt// Pionier: am 7. Dezember 1944 von einem russischen U-Boot in der Ostsee versenk |
| Technische Daten  | |
| Rauminhalt        | 3.600 BRT |
| Verdrängung       | |
| Länge             | über Alles: 123,5 m Lpp:117,85 |
| Breite            | 14,9 m |
| Tiefgang          | 6,88 m |
| Antriebsanlage    | - 4 Zylinderkessel - 1 3-Zyl.-Verbunddampfmaschine - 1 Schraube - 1 Ruder |
| Maschinenleistung | 3.200 PSi |
| Geschwindigkeit   | 14 kn |
| Fahrbereich       | 8.700 Seemeilen bei 12 kn |
| Besatzung         | 40 Mann |

1914 wurden von der Reederei F. Laeisz mit der Pionier-Klasse die ersten beiden Bananenkühlschiffe Pionier und Pungo für die 1912 gegründete Tochterfirma Afrikanische Frucht-Compagnie bestellt und abgeliefert. Sie kamen jedoch wegen des Ausbruchs des Ersten Weltkriegs nie als Kühlschiffe für die Reederei F. Laeisz in Fahrt.

## Hintergrund
Aufgrund der Schifffahrtsflaute 1907/08 und der Dampferkonkurrenz engagierte sich die Reederei in der Kühlschifffahrt. Hintergrund war ein Bananenplantagen- und Handelsunternehmen in Kamerun, dass 1908 auf Anraten des befreundeten Reeders Ernst Russ errichtet wurde. Nach ersten erfolgreichen Versuchen mit 350 Bananenschößlingen aus Zentralamerika und von den Kanarischen Inseln wurde von der Reederei F. Laeisz 1911 die Afrikanische Frucht-Compagnie gegründet. Da der deutsche Bananenmarkt bisher in englischen und amerikanischen Händen lag, war beabsichtigt, mit den deutschen Kolonien in Afrika auch deutsche Anbieter für den schnell wachsenden Bananenmarkt (1900 etwa 11.000 Stauden, 1914 etwa 1.000.000 Stauden). zu generieren. 1912 fuhr ein gecharterter Dampfer mit rund 1300 t Baumaterial nach Tiko, um hier ein Sägewerk, Häuser, eine Feldbahn und einen Landungssteg zu errichten.
1912 wurde von der Reederei F. Laeisz ein Bauauftrag für zwei Kühlschiffe (die ersten Dampfer der Reederei) an die Tecklenborg-Werft erteilt, um zukünftig auch frische, wenn auch noch grüne Bananen zu verschiffen, denn bisher wurden die geerntete Bananen getrocknet und als sogenannte „Feigenbananen“ nach Deutschland verfrachtet.

## Geschichte
Als die Schiffe Pionier und Pungo abgeliefert wurden, war der Erste Weltkrieg ausgebrochen, daher transportierten diese Kühlschiffe keine Bananen für die Laeisz-Tochter Afrikanische Frucht-Compagnie.
Die Pionier wurde am 15. März 1915 abgeliefert, lag anschließend für die Marine-Navigationsschule in Eckernförde und diente Kapitän zur See Eschenburg und seinem Stab als Wohnschiff. Am 2. April 1919 wurde sie an Großbritannien abgeliefert und fuhr als Kühlschiff unter dem Namen Miami für die Reederei Elders & Fyffes. 1934 wurde sie von der Union Handels- und Schiffahrtsgesellschaft in Bremen gekauft und unter dem Namen Nordenham als Kühlschiff eingesetzt. Im Zweiten Weltkrieg diente sie als Verwundeten-Transportschiff und wurde am 7. Dezember 1944 von einem russischen U-Boot in der Ostsee versenkt.
Die Pungo wurde ab dem 2. November 1915 von der Kriegsmarine als Hilfskreuzer Möve unter dem Kommando von Korvettenkapitän Burggraf und Graf Nikolaus zu Dohna-Schlodien eingesetzt. Anschließend wurde die Möve als Sperrbrecher 10 bis zum Kriegsende in der Ostsee eingesetzt. 1919 wurde sie als Kriegsbeute an Großbritannien abgeliefert und fuhr als Kühlschiff unter dem Namen Greenbrier für die Reederei Elders & Fyffes. 1933 wurde sie von der Midgard in Bremen gekauft und unter dem Namen Oldenburg und 1936 von der Union Handels- und Schiffahrtsgesellschaft übernommen und als Kühlschiff eingesetzt. Am 7. April 1945 wurde sie im norwegischen Vadheim im Sognefjord durch einen alliierten Luftangriff versenkt. Das Wrack soll 1953 abgebrochen worden sein – liegt aber tatsächlich noch am Versenkungsort.

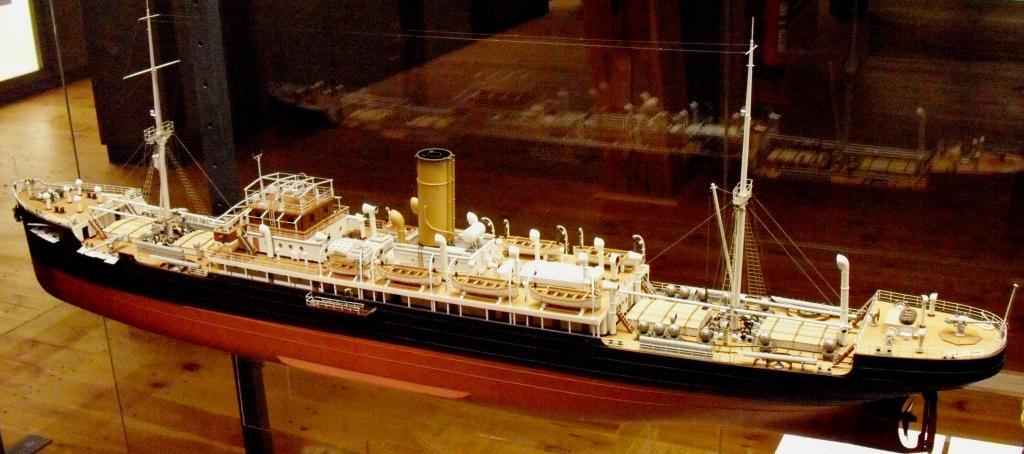
Modell der Pungo

## Schiffsbeschreibung
Die Schiffe hatten eine Gesamtlänge von 123,5 m, eine Breite auf Spanten von 14,94 m, Tiefgang von 6,88 m und Seitenhöhe von 9,9 m. Sie waren mit 3.600 BRT (1.897 NRT) vermessen und hatten eine Tragfähigkeit von rund 4.800 tdw. Der Laderauminhalt für Früchte betrug 186.940 cbft. Die Dampfmaschinen zum Propellerantrieb wurden von Tecklenborg gebaut, hatten eine indizierte Leistung von 3.200 PSi und verliehen den Schiffen eine Geschwindigkeit von 14 kn. Der Dampf wurde in 4 Zylinderkesseln erzeugt. Das Schiffseigengewicht betrug 3.752 t und die Schiffe konnten 1.800 t Brennstoff bunkern. Der Heimathafen war Hamburg und die Besatzung bestand aus 40 Mann.
Die Schiffe wurden mit CO2-Kältemaschinen der Firma G. Nieneyer ausgestattet, deren Verdampfer zur Solekühlung verwendet wurden. Die Kältemaschinen, Kondensatoren und Verdampfer wurden zentral im Maschinenraum aufgestellt. Die eigentliche Laderaumkühlung in den 7 Laderäumen erfolgte dann über die von der Sole beaufschlagten Luftkühlern in den Laderäumen. Eine gute Verteilung der Kaltluft erfolgt mit elektrisch angetriebenen Ventilatoren. Als Isoliermaterial wurde Kork verwendet.

## Die Schiffe
| Die Kühlschiffe der Pionier-Klasse | Die Kühlschiffe der Pionier-Klasse | Die Kühlschiffe der Pionier-Klasse | Die Kühlschiffe der Pionier-Klasse         | Die Kühlschiffe der Pionier-Klasse |  |
| ---------------------------------- | ---------------------------------- | ---------------------------------- | ------------------------------------------ | --- |  |
| Name                               | Bauwerft/ Baunummer                | Stapellauf/ Ablieferung            | Bruttoregistertonnen/ Kühlraum in Kubikfuß | Umbenennungen und Verbleib |  |
| Pungo                              | Joh. C. Tecklenborg/258            | 09.05.1914/ 22.10.1914             | 3.600 / 100.000                            | Am 2. November 1915 als Hilfskreuzer Möve und danach als Sperrbrecher 10 eingesetzt. 1919 an Großbritannien abgeliefert und fuhr als Greenbrier für Reederei Elders & Fyffes. 1933 von Midgard in Bremen gekauft, neuer Name Oldenburg, 1936 von der Union Handels- und Schiffahrtsgesellschaft übernommen. Am 7. April 1945 bei Vadheim im Sognefjord durch Luftangriff versenkt und 1953 abgebrochen. |  |
| Pionier                            | Joh. C. Tecklenborg/259            | 03.12.1914/ 30.03.1915             | 3.600 / 100.000                            | Ab 15. März 1915 Wohnschiff für Marine, 1919 an Großbritannien abgeliefert und fuhr als Miami für Reederei Elders & Fyffes. 1933 von der Union Handels- und Schiffahrtsgesellschaft in Bremen gekauft, neuer Name Nordenham. Im Zweiten Weltkrieg als Verwundeten-Transportschiff eingesetzt und am 7. Dezember 1944 von einem russischen U-Boot in der Ostsee versenkt.                                |  |